# Кава американо
Американо (кава по-американськи, регулярна кава) — кавовий напій, що містить велику кількість води. Отримав свою назву, оскільки був популярним в Північній Америці. В США більш поширеною назвою є регуляр — від визначення «регулярна кава».
З'явився завдяки прагнення американців до здорового способу життя: вважається, що регуляр корисний, оскільки містить менше кофеїну. Насправді це твердження не зовсім правильне.
Регуляр зазвичай готується у фільтровій кавоварці (об'єм 220 мл, температура 85 °C). Вміст кофеїну в чашці регуляру є значно вищим, аніж у стандартній порції кави (еспресо).
Так званий «європеїзований американо» — є насправді еспресо з додаванням окропу (об'єм 120 мл, температура 84—92 °C). Вміст кофеїну у ньому є таким же, як в еспресо, проте концентрація кофеїну є нижчою.
За легендою європеїзований американо з'явився у 1943 році — після висадки американських солдат в Італії. Більшість з них звикли до регуляру, тож європейська кава здавалася їм занадто міцною. В місцевих кав'ярнях, спеціально для визволителів, до еспресо почали додавати воду, отриманий напій почали називати «американською кавою», або ж просто американо.
В еспресо-машині неможливо зварити неміцну каву, і єдиний спосіб отримати подібність до американської фільтр-кави — це розбавити еспресо водою.